# Termas de Agripa
Las termas de Agripa (en latín, Thermae Agrippae) fueron unas termas de la Antigua Roma construidas por Marco Vipsanio Agripa en el siglo I a C.

## Descripción
Las Termas de Agripa fueron la primera de las grandes termas construidas en la Antigua Roma al mismo tiempo que el Panteón y en eje con él, como un balaneion (βαλανεῖον). Originalmente no eran propiamente unas termas,  eran al parecer un baño de aire caliente con agua fría, no muy diferente de una sauna. Sin embargo con la finalización del Aqua Virgo, el acueducto terminado por Agripa en 19 a. C., los baños se proveyeron de agua de forma regular, convirtiéndose en unas termas propiamente dichas, con una gran piscina ornamental adjunta (Stagnum Agrippae) y una rica decoración interior con mosaicos y obras de arte: el Apoxiomeno de Lisipo se alzaba en el exterior. A su muerte en 12 a. C. legó sus Termas a los ciudadanos de Roma. La piscina se encontraba un poco hacia el oeste, entre las actuales Via de Nari y Corso Vittorio Emanuele. Obtenida su agua de la regularización de la cuenca natural  del palus Caprae, debía tener la función de natatio (piscina para natación) de las termas. De aquí partía el euripo que cruzaba el Campo de Marte y desaguaba en el Tíber, cerca del actual Ponte Vittorio Emanuele II.
En el año 80 d. C., las termas se vieron afectadas por un gran incendio, pero fueron restauradas y ampliadas por Domiciano. Estaban atestadas en época de Marco Valerio Marcial. En tiempos del emperador Adriano se realizaron diversas reformas internas. Sidonio Apolinar menciona que las Termas de Agripa todavía estaban en uso en el siglo V.
Parece ser que a partir siglo VII d. C. se utilizaron las termas, ya abandonadas, como cantera de materiales constructivos, a pesar de ello gran parte de la estructura se mantenía todavía en pie en el siglo XVI, como reflejan los grabados de Baldassare Peruzzi y Andrea Palladio, entre otros. Hoy en día la zona se encuentra altamente urbanizada y los restos que se conservan son muy escasos.
El plano es conocido a través de un fragmento de los Forma Urbis y de dibujos de la época del Renacimiento, pero cabe la posibilidad de que el diseño no se remonte a la estructura original, sino a la restauración de las épocas de los emperadores Adriano y Septimio Severo. La de este último, en particular, parece, de hecho, útil para rastrear los restos que todavía existen.
El edificio medía un total de entre 80 y 100 metros de ancho este-oeste y unos 120 de longitud. La planta era de estilo «republicano», como los edificios de Pompeya, tales como las Termas Estabianas, en combinación con entornos sin un patrón preciso alrededor de una habitación circular de gran tamaño, con un diámetro de 25 metros, en medio de la misma, de aproximadamente 10 m. Se conserva hasta el comienzo de la cúpula, que se conoce popularmente como el «Arco della Ciambella», probablemente relevante en las restauraciones que tuvieron lugar en los siglos II y III. 
De estas termas proviene el Pignone, sito en la actualidad en el recinto de los Museos Vaticanos.